# Selenodonte
I denti selenodonti sono il tipo di molari e premolari che si trovano comunemente negli erbivori ruminanti. Essi sono caratterizzati da corone basse e cuspidi a forma di mezzaluna (se visti dall'alto). 
Il termine deriva dalle parole greche selene (luna), e odous (dente). Si distinguono dai molari umani poiché la superficie occlusale non è coperta di smalto; piuttosto, gli strati di smalto, dentina, cemento sono tutti esposti, con cemento dentario nel mezzo, circondati da uno strato di smalto, poi da uno strato di dentina, il tutto racchiuso in un secondo strato esterno di smalto. 
In vista laterale, i denti selenodonti formano una serie di cuspidi triangolari. La combinazione di profili triangolari con creste formate dagli strati esposti rende il movimento laterale delle mascelle dei ruminanti un modo efficace per sminuzzare sostanze vegetali dure.